# Praxis edwardsii
Praxis edwardsii Guénée, 1852, è un lepidottero appartenente alla famiglia Erebidae, endemico dell'Australia.